# Reprezentacja Liechtensteinu w piłce nożnej kobiet
Reprezentacja Liechtensteinu w piłce nożnej kobiet – zespół piłkarski, reprezentujący Królestwo Liechtensteinu w meczach i sportowych turniejach międzynarodowych, powoływany przez selekcjonera, w którym mogą występować wyłącznie zawodniczki posiadające obywatelstwo liechtensteinskie.

## Udział w międzynarodowych turniejach

### Igrzyska olimpijskie
| 1996 | Nie istniała | – |
| 2000 | Nie istniała | – |
| 2004 | Nie istniała | – |
| 2008 | Nie istniała | – |
| 2012 | Nie istniała | – |
| 2016 | Nie istniała | – |
| 2020 | Nie istniała | – |

### Mistrzostwa Świata
| 1991 | Nie istniała | – |
| 1995 | Nie istniała | – |
| 1999 | Nie istniała | – |
| 2003 | Nie istniała | – |
| 2007 | Nie istniała | – |
| 2011 | Nie istniała | – |
| 2015 | Nie istniała | – |
| 2019 | Nie istniała | – |

### Mistrzostwa Europy
| 1984 | Nie istniała | – |
| 1987 | Nie istniała | – |
| 1989 | Nie istniała | – |
| 1991 | Nie istniała | – |
| 1993 | Nie istniała | – |
| 1995 | Nie istniała | – |
| 1997 | Nie istniała | – |
| 2001 | Nie istniała | – |
| 2005 | Nie istniała | – |
| 2009 | Nie istniała | – |
| 2013 | Nie istniała | – |
| 2017 | Nie istniała | – |
| 2022 |              |   |